# Провинција Нагато
Нагато (јап. 長門国), познат и под именом Чошу (јап. 長州) је једна од 66 историјских провинција Јапана, која је постојала од почетка 8. века (закон Таихо из 703. године) до Мејџи реформи у другој половини 19. века. Нагато се налазио на западном рту острва Хоншу, на обалама Јапанског мора на северу и Унутрашњег мора на југу.
Царским декретом од 29. августа 1871. све постојеће провинције замењене су префектурама. Територија Нагатоа одговара северозападном делу данашње префектуре Јамагучи.

## Географија
На најзападнијем крају острва Хоншу, Нагато је био окружен морем са три стране. На северу и западу излазио је на Јапанско море, а на југу на Унутрашње море. На истоку се граничио са провинцијама Суо и Ивами.